# Benson (Minnesota)
Benson – miasto w Stanach Zjednoczonych, w stanie Minnesota, w hrabstwie Swift.